# ازرة العليا (القصيل)
ازرة العليا هو دُوَّار يقع بجماعة أورتزاغ، إقليم تاونات، جهة فاس مكناس في المملكة المغربية. ينتمي الدوّار لمشيخة القصيل التي تضم 18 دوار. يقدر عدد سكانه بـ 86 نسمة حسب الإحصاء الرسمي للسكان والسكنى لسنة 2004.

## روابط خارجية
- البوابة الوطنية للجماعات الترابية
- المندوبية السامية للتخطيط